# Обнина-Маре (струмок)
Обнина-Маре — струмок в Україні, у Сторожинецькому районі Чернівецької області, лівий доплив Малого Серету (басейн Дунаю).

## Опис
Довжина струмка приблизно 3 км. Формується з декількох безіменних струмків та 1 водойми.

## Розташування
Бере початок на південному сході від села Давидівки. Тече переважно на південний схід і у селі Череш впадає у річку Малий Серет, праву притоку Серету.